# Gmina Desinić
Gmina Desinić (chorw. Općina Desinić) – gmina w Chorwacji, w żupanii krapińsko-zagorskiej. W 2011 roku liczyła 2933 mieszkańców.